# Impero Kusana
L'Impero Kushan (greco antico: Βασιλεία Κοσσανῶν, Basileia Kossanon; battriano: Κυϸανο, Kushano; Sanscrito: कुषाण वंश, Ku-ṣā-ṇa; Partico: 𐭊𐭅𐭔𐭍 𐭇𐭔𐭕𐭓, Kušan-xšaθr; cinese: 貴霜 Guì-shuāng) fu un impero sincretico, formato dagli Yuezhi, nei territori battriani all'inizio del I secolo. Si estese fino a comprendere gran parte dell'odierno territorio dell'Afghanistan, del Pakistan e dell'India settentrionale, almeno fino a Varanasi (Benares), dove sono state trovate iscrizioni risalenti all'epoca dell'imperatore Kushan Kanishka il Grande.
I Kushan erano molto probabilmente uno dei cinque rami della confederazione degli Yuezhi, un popolo nomade indoeuropeo di possibile origine tocaria, che migrò dalla Cina nord-occidentale (Xinjiang e Gansu) e si stabilì nell'antica Battria. Il fondatore della dinastia, Kujula Kadphises, seguì le idee religiose e l'iconografia greche secondo la tradizione greco-battriana, e seguì anche le tradizioni dell'induismo, essendo un devoto del dio indù Shiva. I Kushan in generale furono anche grandi sostenitori del buddismo e, a partire dall'imperatore Kanishka, impiegarono anche elementi dello zoroastrismo nel loro pantheon. Svolsero un ruolo importante nella diffusione del buddismo in Asia centrale ed in Cina.
I Kushan forse usarono inizialmente la lingua greca per scopi amministrativi, ma presto iniziarono a usare la lingua battriana. Kanishka inviò i suoi eserciti a nord delle montagne del Karakorum. Una strada diretta dal Gandhara alla Cina rimase sotto il controllo dei Kushan per più di un secolo, incoraggiando i viaggi attraverso il Karakoram e facilitando la diffusione del buddismo Mahayana in Cina. La dinastia Kushan ebbe contatti diplomatici con l'Impero romano, la Persia sasanide, il Regno di Axum e la dinastia cinese Han. L'Impero Kushan era al centro delle relazioni commerciali tra l'Impero romano e la Cina: secondo Alain Daniélou, "per un certo periodo, l'Impero Kushana è stato il punto centrale delle principali civiltà". Mentre molta filosofia, arte e scienza sono state create all'interno dei suoi confini, l'unica documentazione testuale della storia dell'impero oggi proviene da iscrizioni e resoconti in altre lingue, in particolare il cinese.
L'impero Kushan si frammentò in regni semi-indipendenti nel III secolo d.C., che caddero a causa dell'invasione dei Sasanidi da ovest, stabilendo il Regno Kushano-Sasanide nelle aree di Sogdiana, Battria e Gandhara. Nel IV secolo, anche i Gupta, una dinastia indiana, premevano da est. Gli ultimi regni Kushan e Kushano-Sasanidi furono infine sopraffatti da invasori provenienti dal nord, noti come Kidariti e poi Eftaliti.

## Origini
Il nome Kushan deriva dal termine cinese Guishuang (Cinese 貴霜) che descrive una delle cinque tribù degli Yuezhi (cinese 月氏), un'ampia confederazione di popoli indoeuropei probabilmente parlante una variante della lingua tocaria. Essi erano il popolo indo-europeo più orientale, infatti hanno vissuto nelle aride pianure del bacino del Tarim (oggi Xinjiang), fino a che furono spinti verso ovest dagli Xiongnu nel 176–160 a.C. Le cinque tribù Yuezhi sono conosciute nella storia cinese come Xiūmì (Ch: 休密), Guishuang (Cinese 貴霜), Shuangmi (Cinese 雙靡), Xidun (Cinese 肸頓), e Dūmì (Cinese 都密). Strabone nella Geografia invece riporta che il regno greco della Battriana fu distrutto dalla confederazione di Asioi, Pasianoi, Tocharoi e Sakaraukae, che potrebbero essere identificate con le tribù di cui parla la storia cinese.
Gli Yuezhi raggiunsero il regno ellenico della dinastia greco-battriana, in Battriana (un territorio a nord dell'Afghanistan e dell'Uzbekistan) attorno al 135 a.C., e cacciati i Greci occupanti, si stabilirono nel bacino del fiume Indo (odierno Pakistan) nella parte orientale del Regno indo-greco.

## Un impero multiculturale

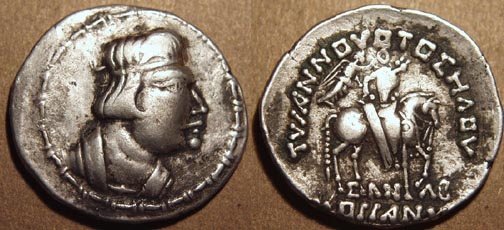
Tetradramma d'argento del re kushan Heraios (1-30) in stile greco-battriano, rappresentante un cavaliere incoronato dalla dea della vittoria Nike.
Scritta in greco: TYPANNOVOTOΣ HΛOY - ΣANAB - KOÞÞANOY "Il tiranno Heraios, Sanav, dei Kushan".

Nel secolo successivo, la tribù Yuezhi del Guishuang (Cinese 貴霜) ottenne la supremazia sugli altri, e unificò la regione formando una solida confederazione. Il nome Guishuang fu adottato ad occidente e modificato in Kushan per designare la confederazione, per quanto i cinesi continuassero a chiamarli Yuezhi.
Ottenendo gradualmente il controllo dell'area dalle tribù indo-scitiche, i Kushan si espansero a sud nella regione tradizionalmente nota come Gandhāra, la regione NWFP ma che si stende anche in un arco che include la valle di Kabul e parte di Kandahar in Afghanistan. Fondarono capitali gemelle nei pressi delle odierne Kabul e Peshawar allora note come Kapisa e Pushklavati.
Le prove archeologiche di un dominio Kushan di lunga durata sono presenti in un'area che va da Surkh Kotal, Begram, la capitale estiva dei Kushan, Peshawar, la capitale sotto Kanishka I, Taxila e Mathura, la capitale invernale dei Kushan. I Kushan introdussero per la prima volta una forma di governo composta da Kshatrapas ossia equivalente a "Satrapi" e Mahakshatrapa ovvero "Grandi Satrapi". Altre aree di probabile dominio includono la Corasmia e la sua capitale Toprak-Kala, Sanchi e Sarnath, Malwa e Maharashtra. L'iscrizione di Rabatak, scoperta nel 1993, conferma il resoconto dello Hou Hanshu, di Weilüe e delle iscrizioni datate all'inizio dell'era di Kanishka (probabilmente nel 127 d.C.), secondo cui i grandi domini Kushan si espansero nel cuore dell'India settentrionale all'inizio del II secolo d.C.. Le righe da 4 a 7 dell'iscrizione descrivono le città che erano sotto il dominio di Kanishka, tra le quali sono identificabili sei nomi, fra cui Ujjain e Pataliputra. Un'iscrizione in pietra del II secolo di un Grande Satrapo di nome Rupiamma è stata scoperta a Pauni, a sud del fiume Narmada, suggerendo che il controllo dei Kushan si estendesse fino a sud, anche se in alternativa potrebbe essere stato controllato dai Satrapi occidentali.
In Oriente, già nel III secolo d.C., monete decorate di Huvishka furono dedicate a Bodh Gaya insieme ad altre offerte d'oro sotto il "trono dell'illuminazione" del Buddha, suggerendo un'influenza diretta dei Kushan nell'area in quel periodo.  Monete dei Kushan si trovano in abbondanza fino al Bengala e l'antico Stato bengalese di Samatata emise monete copiate da quelle di Kanishka I, anche se probabilmente solo a seguito di un'influenza commerciale. Monete a imitazione di quelle dei Kushan sono state trovate in abbondanza anche nello Stato orientale di Orissa.
In Occidente, lo Stato Kushan comprendeva parte dell'attuale Balochistan, il Pakistan occidentale, l'Afghanistan, il Kirghizistan, il Tagikistan, l'Uzbekistan e il Turkmenistan. Il Turkmenistan era noto per la città buddista kushan di Merv.
A nord, nel I secolo d.C., i Kusana di Kujula inviarono un esercito nel bacino del Tarim per sostenere la città-stato di Kucha, che resisteva all'invasione cinese della regione, ma si ritirarono dopo incontri minori. Nel II secolo d.C., i Kusana sotto Kanishka fecero varie incursioni nel bacino del Tarim, dove ebbero vari contatti con i cinesi. Kanishka possedeva aree del bacino del Tarim apparentemente corrispondenti alle antiche regioni possedute dagli Yuezhi, i possibili antenati dei Kushan.
Il dominio dei Kusana collegò le rotte commerciali marine dell'Oceano Indiano con quella della via della seta, attraverso la valle dell'Indo. All'apice della dinastia i Kushan controllavano un territorio che si estendeva dal mare di Aral, attraverso gli odierni Uzbekistan, Afghanistan e Pakistan, fino all'India Settentrionale.

## Cultura, arte e religione

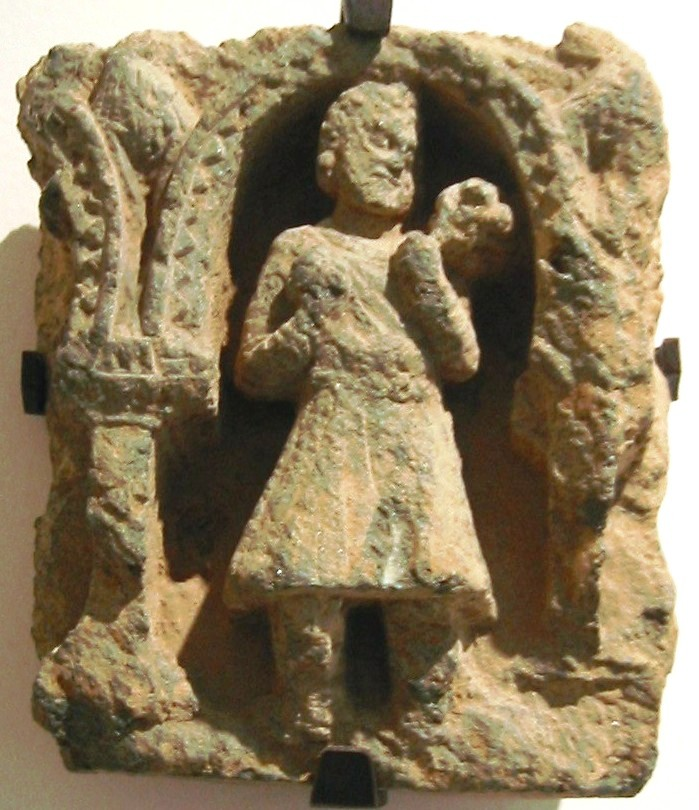
Uomo kushan in costume tradizionale con tunica e stivali, II secolo, Gandhāra.

I Kushan fecero loro molti elementi della cultura ellenica della regione della Battriana, in cui si erano insediati. Adattarono l'alfabeto greco (spesso alterandolo) per rispondere alle esigenze del loro linguaggio (sviluppando la lettera Þ "sh", come in "Kushan") e ben presto cominciarono a coniare monete di foggia greca. Fino ai primi anni del regno di Kanishka sulle monete venivano usate combinazioni di leggende in greco e Kharoshthi, in seguito legende in lingua Kushan combinate con quelle in greco, tutte scritte usando l'alfabeto greco.
Dai tempi di Vima Takto, iniziarono ad adottare la cultura indiana come gli altri gruppi nomadi che avevano invaso l'India. Il primo grande imperatore Kusana sembra avesse adottato lo Śivaismo, come indicato dalla sue monete. I successivi imperatori incarnarono un'ampia varietà di dei Indiani o dell'Asia centrale, così come Buddha.
L'unità non stringente e la relativa pace di un tale vasto territorio incoraggiarono i commerci a lunga distanza, portò le sete cinesi a Roma e creò file di centri urbani fiorenti.
Fiorirono anche gli scambi culturali, incoraggiando lo sviluppo del Buddhismo greco, una fusione di elementi culturali ellenistici e buddhisti, che si sarebbe espanso nell'Asia centrale e settentrionale come buddhismo Mahayana. Kanishka è noto nella tradizione buddhista per aver convocato un grande concilio buddhista nel Kashmir. A questo concilio viene attribuito l'aver segnato ufficialmente l'inizio del Buddhismo Mahayana (iconograficamente ricco di Bodhisattva e di Buddha cosmici) e la sua scissione dal Buddhismo dei Nikāya. Kanishka fece inoltre tradurre i testi del Buddhismo Mahayana dall'originale vernacolo in sanscrito, lingua altamente letteraria e universalmente dotta. Assieme al re indiano Ashoka, al re indo-greco Menandro I (Milinda), e ad Harsha Vardhana, Kanishka è considerato dal Buddhismo come uno dei suoi più grandi benefattori.
L'arte e la cultura di Gandhāra, nel cuore dell'egemonia Kushan, sono le espressioni più note agli occidentali delle influenze Kushan.

## Contatti con Roma

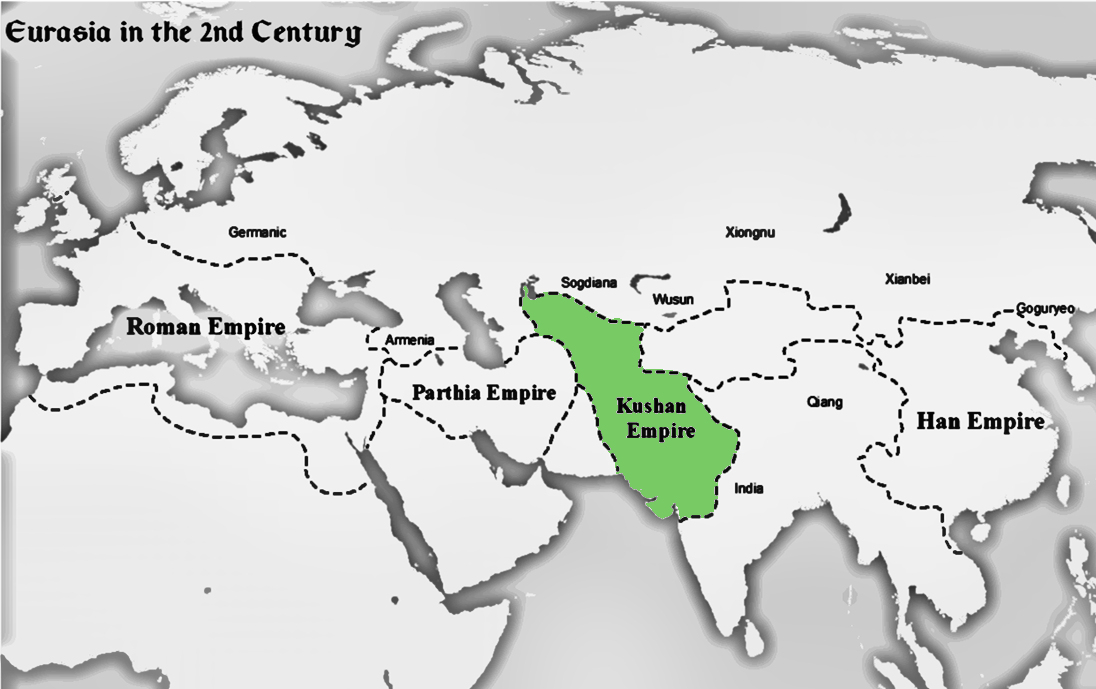
Impero Kusana nel II secolo d.C.

Diverse fonti romane descrivono la visita di ambasciatori dei re di Battria e India, durante il II secolo, riferendosi probabilmente ai Kushan:

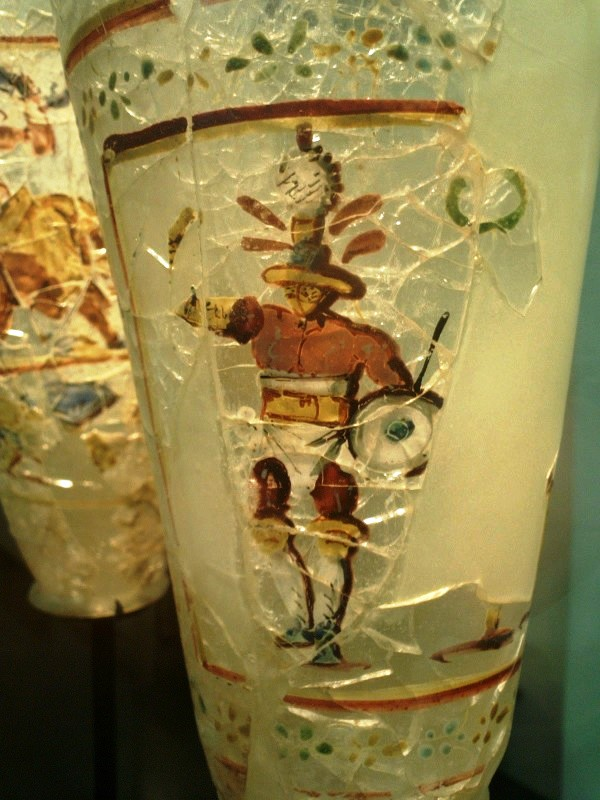
Un gladiatore greco-romano su un vaso di vetro, Tesoro di Bagram, II secolo.

Elio Spartiano, parlando dell'imperatore Adriano (117–138 d.C.) nella sua Historia Augusta scrive:
"Reges Bactrianorum legatos ad eum, amicitiae petendae causa, supplices miserunt" (I re dei Battriani gli inviarono ambasciatori supplici, per ottenere la sua amicizia).
Anche nel 138, secondo Sesto Aurelio Vittore (Epitome‚ XV, 4), e Appiano di Alessandria (Praef., 7), l'imperatore  Antonino Pio, successore di Adriano, ricevette ambasciatori indiani, battriani (evidentemente Kushan) e ircani.
Altre fonti che testimoniano i contatti fra Kushan e Roma derivano dagli storici contemporanei cinesi. Infatti la cronaca storica cinese dell'Hou Hanshu descrive inoltre lo scambio di merci tra l'India nord-occidentale e l'Impero Romano dell'epoca: 
"Ad ovest (Tiazhu, India nord-occidentale) comunica con Da Qin (l'Impero romano). Cose preziose dal Da Qin si possono trovare qui, così come fini vesti in cotone, eccellenti tappeti di lana, profumi di ogni sorta, pani dolci, pepe, zenzero e sale nero."
A riprova di questa documentazione scritta ci sono molte testimonianze archeologiche provenienti dalla capitale estiva dei Kushan, l'antica Kapisa, ossia l'odierna Bagram, che ha conservato una considerevole quantità di beni importati dall'Impero romano, in particolare diversi tipi di oggetti in vetro.
Infine, altre testimonianze di questi contatti, riguardano le periferie dell'impero, come ad esempio Partamaspate di Partia, cliente di Roma e sovrano del regno di Osroene, che commerciava abitualmente con l'Impero Kushan, inviando merci via mare e attraverso il fiume Indo.

## Contatti con la Cina
Durante i I e il II secolo, l'Impero Kushan si espanse militarmente verso nord e occupò parti del Bacino del Tarim, loro luogo di origine, mettendole al centro del redditizio commercio centro-asiatico con l'Impero romano. Viene riportato che collaborarono militarmente con i cinesi, contro incursioni nomadiche, in particolare quando collaborarono con il generale cinese Ban Chao contro i Sogdiani nell'84, quando questi ultimi stavano cercando di appoggiare una rivolta del re di Kashgar. Attorno all'85, aiutarono il generale cinese anche in un attacco su Turfan, ad est del Bacino di Tarim.
In riconoscimento del loro aiuto ai cinesi, i Kushan richiesero, vedendosela negata, una principessa Han, anche dopo che inviarono dei doni alla corte cinese. Per rappresaglia, marciarono su Ban Chao nell'86 con una forza di 70.000 uomini, ma esausti per la spedizione, vennero infine sconfitti dalla più piccola forza cinese. I Kushan si ritirono e pagarono tributo all'Impero Cinese durante il regno dell'imperatore Han He (89–106).
Più tardi, attorno al 116 i Kushan, sotto il regno di Kanishka, partendo all'area su Kashgar, si estesero verso  Khotan e Yarkand, che erano dipendenze cinesi nel Bacino del Tarim, il moderno Xinjiang. Essi introdussero la scrittura Brahmi, la lingua indiana Pracrito per l'amministrazione, ed espansero l'influenza dell'arte greco-buddhista che si evolse nell'arte serindiana.
I Kushan sono nuovamente segnalati per aver inviato doni alla corte cinese nel 158–159, durante il regno dell'imperatore Han Huan.
Seguendo queste interazioni, gli scambi culturali aumentarono ulteriormente, e i missionari buddhisti kushan come Lokakṣema, Zhiqian e Dharmarakṣa, divennero attivi nelle città capitali cinesi di Luoyang e talvolta di Nanchino, dove si distinsero particolarmente per i loro lavori di traduzione: furono i primi di cui si ha notizia delle scritture Hinayana e Mahayana in Cina, contribuendo enormemente alla diffusione del Buddhismo sulla via della seta (vedi Buddhismo cinese).

## Declino

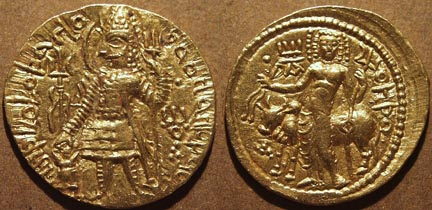
Denaro d'oro del re Kushan Kanishka II (200–220)

A partire dal III secolo l'Impero Kushan iniziò a frammentarsi. Attorno al 225 Vasudeva I morì e l'Impero Kushan venne diviso in una metà orientale e una occidentale.
Attorno al 224–240, i Sasanidi invasero la Battriana e l'India settentrionale, ovvero la metà occidentale del ex-dominio kushan, dove sono noti come Indo-sasanidi.
La metà orientale aveva sede nel Punjab. Intorno al 270 questi territori nella pianura gangetica divennero indipendenti sotto dinastie locali come gli Yaudheya. Poi, a metà del IV secolo, furono sottomessi dall'Impero Gupta sotto Samudragupta.
Durante la metà del IV secolo un vassallo Kushan in Pakistan, chiamato Kidara, salì al potere e rovesciò la vecchia dinastia Kushan. Egli creò un regno noto come Regno Kidarita, anche se probabilmente si considerava un Kushan, come indicato dallo stile delle sue monete. Sembra che i Kidariti siano stati abbastanza prosperi, anche se su scala inferiore rispetto ai loro predecessori.
Questi resti dell'impero Kushan vennero infine spazzati via nel V secolo dall'invasione degli Unni Bianchi, e successivamente dall'espansione dell'Islam.

## Principali sovrani Kushan
- Heraios (ca. 1 – 30), primo governante del Kushan, in generale il periodo di dominio Kushan è dibattuto.
- Kujula Kadphises (ca. 30 – ca. 80)
- Vima Takto, (ca. 80 – ca. 105) detto Soter Megas o "Grande Salvatore".
- Vima Kadphises (ca. 105 – ca. 127) primo dei grandi imperatori Kushan
- Kanishka I (127 – ca. 147)
- Vāsishka (ca. 151 – ca. 155)
- Huvishka (ca. 155 – ca. 187)
- Vasudeva I (ca. 191 – 225), ultimo dei grandi imperatori Kushan
- Kanishka II (ca. 226 – 240)
- Vashishka (ca. 240 – 250)
- Kanishka III (ca. 255 – 275)
- Vasudeva II (ca. 290 – 310)
- Chhu (ca. 310? – 325?)
- Shaka I (ca. 325 – 345)
- Kipunada (ca. 350 – 375)